# Skróty i skrótowce używane w NATO – T
- T&AT - Tank and Anti-Tank (Artillery and Ammunition) - czołgowa i przeciwpancerna (artyleria i amunicja)

- T&E - Communications-Electronics (CE) - łączność i elektronika (CE)

- TA
  - Tank Army - armia pancerna
  - Towed Array - antena holowana
- TAADCOORD - Theatre Army Air Defense Co-ordinator - koordynator obrony powietrznej sił lądowych teatru działań
- TAC - Tactical Air Command - dowództwo lotnictwa taktycznego
- TACAIR - Tactical Air (Force) - lotnictwo taktyczne (siły powietrzne)
- TACAN
  - Tactical Air Navigation - taktyczny system nawigacyjny lotnictwa
  - Tactical Air Navigation (System) - system nawigacyjny lotnictwa taktycznego
- TACOM - Tactical Command - dowodzenie taktyczne
- TACON - Tactical Control - kontrola taktyczna
- TACP - Tactical Air Control Party - grupa dowodzenia lotnictwem taktycznym
- TACS - Tactical Air Control System - taktyczny system kontroli sił powietrznych
- TADC - Tactical Air Direction Center - taktyczny powietrzny ośrodek kierowania
- TAH - Hospital Ship - okręt szpitalny
- TALO - Tactical Air Landed Operation - taktyczne operacje desantu powietrznego
- TAM - Tactical Aerodynamic Missile - taktyczny, aerodynamiczny pocisk rakietowy
- TAOC - Tactical Air Operation Center - taktyczny ośrodek działań powietrznych
- TAR - Tactical Air Reconnaissance - taktyczne rozpoznanie powietrzne
- TARWI - Target Weather Information - informacja o pogodzie w rejonie celu
- TAS - Towed Array Sonar - holowana stacja hydroakustyczna
- TASMO
  - Tactical Air Support Of Maritime Operations
    - taktyczne wsparcie lotnicze działań morskich
    - wsparcie lotnictwa taktycznego operacji morskich
- TAVB - Aviation Logistics Support Ship - okręt zaopatrzeniowy lotnictwa

- TBC - Total Battle Casualties - łączne straty bojowe w stanie osobowym
- TBM
  - Tactical Ballistic Missiles - taktyczne rakiety batalistyczne
  - Theatre Ballistic Missile - balistyczny pocisk rakietowy
- TBMF - Tactical Battle Management Function - funkcja taktycznego zarządzania walką

- TC - Transit Corridor - korytarz tranzytowy
- TCP
  - Traffic Control Post - punkt kontroli ruchu
  - Tactical Command Post - punkt dowodzenia taktycznego

- TD
  - Temporary Deployment - czasowe rozmieszczenie
  - Trinidad and Tobago - Trynidad i Tobago
  - Tank Division - dywizja pancerna
  - Chad - Czad

- TESSACE - Terrorism, Espionage, Sabotage and Subversion Directed Against ACE (Allied Command Europe) - terroryzm, szpiegostwo, sabotaż  i działania wywrotowe skierowane przeciw Dowództwu Sojuszniczych Sił Zbrojnych NATO w Europie

- TF - Task Force - siły zadaniowe

- TG
  - Task Group
    - grupa zadaniowa
    - grupa operacyjna

  - Togo - Togo
- TGT
  - Target
    - obiekt uderzenia
    - cel

- TH
  - Thailand - Tajlandia
  - Transport Helicopter - śmigłowiec transportowy

- TL - Traverse Level - poziom przejścia
- TLM - Tactical Land Mass -

- TM - Tactical Missile - taktyczny pocisk rakietowy
- TMA - Terminal Manoeuvring Area - rejon kontrolowany lotniska lub węzła lotnisk (obszar kontrolowany, ustanowiony zazwyczaj u zbiegu dróg lotniczych)
- TMD - Theatre Missile Defence - obrona przeciwrakietowa teatru działań
- TMRR - Temporary Minimum Risk Route - tymczasowa droga lotnicza minimalnego ryzyka

- TLN - Target Nomination List - lista celów nominowanych

- TN
  - Tunisia - Tunezja
  - Tonga - Tonga

- TO
  - Technical Order - rozkaz techniczny
  - Togo - Togo
  - Tonga - Tonga
- TOA
  - Time Of Arrival
    - czas przybycia
    - czas przylotu

  - Transfer Of Authority - delegowanie uprawnień
- TOD
  - Time Of Delivery
    - czas dostarczenia
    - czas dostawy

  - Time of Detonation - czas detonacji
  - Time of Day - czas dnia
- TOR
  - Terms of Reference - warunki odniesienia
  - Time of Receipt - czas przyjęcia
- TOS - Traffic Orientation Scheme - schemat orientacyjny ruchu lotniczego
- TOT
  - Time On Target
    - czas nad celem
    - czas uderzenia

- TPC - Tactical Pilotage Chart - mapa lotnicza 1:500 000
- TPT - Third-Party Targeting - przyjęcie wskazania celu z wysuniętego punktu wskazania celu

- TR
  - Transit Route -
  - Tank Regiment - pułk czołgów
  - Turkey - Turcja
  - Theatre Reserve - rezerwy teatru działań
  - Tactical Reconnaissance - rozpoznanie taktyczne
- TRIAD - Triple Air Defence  - potrójna obrona powietrzna (holenderska koncepcja tworzenia i prowadzenia działań naziemnych sił obrony powietrznej)
- TRP - Time Reference Point - punkt wyjścia w czasie
- TRU - Target Reporting Unit - wysunięty punkt wskazania celu (WPWC)

- TS
  - Time Slot - przedział czasowy
  - Tunisia - Tunezja

- TT - Trinidad and Tobago - Trynidad i Tobago
- TTMSTC - Tyuratam Missile and Space Test Centre - Centrum Badania Rakiet i Przestrzeni Kosmicznej w Tyuratam
- TTO - Trinidad and Tobogo - Trynidad i Tobago
- TTW
  - Time of Tension or War - okres napiętych stosunków międzynarodowych lub wojny
  - Transition to War - przejście do stanu wojny

- TU
  - Task Unit - jednostka operacyjna
  - Turkey - Turcja
- TUN - Tunisia - Tunezja
- TUR - Turkey - Turcja
- TUV - Tuvalu - Tuval

- TV - Tuvalu - Tuval
- TVI - Computer-Assisted Audit Technique - technika audytu qspomagana komputerowo

- TW - Taiwan - Tajwan
- TWN - Taiwan = Tajwan
- TWOATAF - Second Allied Tactical Air Force Central Europe - Drugie Sprzymierzone Siły Lotnictwa Taktycznego Europy Środkowej
- TWR - Control Tower - wieża kontroli lotniska
- TWRC - Tower Controller - dyżurny kontroler lotniska (DKL)

- TX - Turkmenistan - Turkmenistan

- TZ - Tanzania - Tanzania
- TZA - Tanzania - Tanzania